# シンセイ食品
株式会社シンセイ食品（シンセイしょくひん）は、山形県米沢市に本社を置き、中華系惣菜（餃子、饅頭、焼売）を中心とする食料品の製造販売を主としている企業。経営危機に陥っていた三桃食品株式会社東北工場の受け皿として設立された。

## 概要
三桃食品株式会社東北工場は、1972年より三桃食品株式会社（2015年4月に破産手続開始決定）の協力工場として、三桃食品、三桃食品株式会社四国工場（2014年9月に破産手続開始決定）、三桃食品株式会社九州工場と連携しながら中華系惣菜（餃子、饅頭、焼売）の製造・販売を行ってきた。
しかし、三桃食品東北工場は、売り上げの低下や2015年4月に三桃食品が破産手続開始決定を受けたことなどから経営が悪化。再建策として、2018年7月にスポンサーが設立した株式会社シンセイ三桃食品へ事業を譲渡することを決定した。シンセイ三桃食品の本社は三桃食品東北工場と同じ米沢市窪田町窪田に置かれる。
シンセイ三桃食品は2019年1月に株式会社シンセイ食品へ商号変更し、本社を米沢市八幡原2丁目へ移転した。一方で、シンセイ食品への事業譲渡はスムーズに進まず、三桃食品東北工場自体も2019年2月15日に民事再生法適用を申請し、民事再生手続開始決定を受けたが、同年7月17日に民事再生手続廃止決定を受け、同年8月15日に破産手続開始決定を受けた。
三桃食品東北工場が行っていた事業は、2019年7月までにシンセイ食品への譲渡が完了した。三桃食品東北工場が製造・販売していた製品は、シンセイ食品のブランドにて製造・販売されている。

## 沿革
- 2018年7月 - 株式会社シンセイ三桃食品として設立。
- 2019年
  - 1月 - 商号を株式会社シンセイ食品へ変更。同時に本社を米沢市窪田町窪田から米沢市八幡原2丁目へ移転。
  - 7月 - 三桃食品株式会社東北工場からの事業譲受が完了。

## 事業所
- 本社・本社工場 - 山形県米沢市八幡原2丁目4300番地51
- 東北工場 - 山形県米沢市窪田町窪田462-1（旧：三桃食品東北工場本社・工場）
- 仙台営業所 - 宮城県仙台市宮城野区小鶴2丁目1番25号-502（旧：三桃食品東北工場仙台営業所）
- 関東営業所 - 群馬県桐生市広沢町6-201